# Stabej
Stabej je priimek več znanih Slovencev:
- Jože Stabej (1896—1980), etnolog, kulturnoprosvetni delavec in organizator
- Jože Stabej (*1932), prevajalec, operni pevec, urednik in ugankar
- Marko Stabej (*1965), jezikoslovec slovenist, univ. profesor
- Veronika Stabej, diplomatka